# Putinų-Gymnasium Alytus
Das Putinų-Gymnasium Alytus (lit. Alytaus Putinų gimnazija) ist ein allgemeinbildendes  Gymnasium der litauischen Stadt Alytus im Bezirk Alytus. Neben den allgemeinen Fächern wird auch Robotik, Wirtschaftskunde (incl. Unternehmertum und Unternehmensführung), Choreografie unterrichtet. Zu den Fremdsprachenfächern gehören Englisch, Deutsch, Russisch und Französisch.

## Geschichte
1974  wurde die  6. Sekundarschule Alytus (Alytaus 6-oji vidurinė mokykla) in Sowjetlitauen gegründet. Am 1. September 1994 bekam die Schule  den Namen Putinų (dt. 'Schneeball').  2010 wurde der Status eines Gymnasiums verliehen. Im April 2018 wurden 78 Mitarbeiter am Gymnasium beschäftigt.

## Technische Klasse
Es gibt die sog. Klasse der Technischen Universität Kaunas (KTU), litauisch KTU Klasė. In der KTU-Klasse werden die Kenntnisse in exakten und Naturwissenschaften  vertieft und in der praktischen Arbeit angewendet. Gymnasiasten hören Vorlesungen von Universitätslehrern, führen praktische und Laborarbeiten nicht nur am Gymnasium, sondern auch in Universitätslabors, angeleitet von Hochschullehrern, durch. In dieser Klasse können die Schüler die Beratung erhalten und, wenn sie sich für ihre Abschlussarbeit entschieden haben, sich individuell mit den Lehrern zu beraten.
Die Schüler der KTU-Klassen, die am Unterricht teilgenommen haben, erhalten Abschlusszertifikate, sie geben bei der Zulassung an der KTU einen zusätzlichen Punkt.

## FAB LAB
Die Akademie der Ingenieurtechnologien (FAB LAB, englisch  Fabrication/Laboratory) wurde 2018 am Gymnasium gegründet. Die Werkstätten sind mit  Geräten (3D-Drucker, CNC-Fräsmaschine, Lasercutter, Laserplotter) und einer Lötstation (mit den Elektronik- und Robotik-Bausätzen) für Workshops zur Schaffung von Innovationen und Erfindungen ausgestattet. Das Ziel ist es, Produkte, Modelle oder Prototypen zu konstruieren, zu modellieren, zu entwerfen, herzustellen sowie Kreativität, Unternehmertum, Interesse an Technologie zu fördern.

## Fahrschule
Das Gymnasium ist auch eine staatlich anerkannte Fahrschule. Der Gemeinderat der Stadt Alytus, der Gründer des Gymnasiums, erlaubte ihm, seine Vorschriften zu ergänzen, um eine Lizenz für solche Aktivitäten zu erhalten. Im Mai 2011 wurde die Fachlizenz erworben und die Schulung ab September begonnen. Am Gymnasium sind insgesamt drei Fahrlehrer (Vairavimo mokymo instruktorius) beschäftigt.